# Buddy Bell
David Gus Bell (Pittsburgh, Pensilvania, 27 de agosto de 1951), más conocido como Buddy Bell, es un exjugador profesional estadounidense de béisbol que se desempeñó en la posición de tercera base en las Grandes Ligas de Béisbol (MLB). Es poseedor de seis Guantes de Oro.

## Carrera
Bell jugó como profesional siete temporadas en Cleveland Indians (1972-1978), después pasó a Texas Rangers (1979-1985), luego a Cincinnati Reds (1985-1988), posteriormente a Houston Astros (1988), y finalmente, regresó a Texas Rangers, donde jugó una temporada (1989), y fue el equipo en el que se retiró.

## Premios
Fue galardonado con el Guante de Oro en seis oportunidades (1979, 1980, 1981, 1982, 1983 y 1984).